# Lyzozom

porovnání velikosti lyzozomu vzhledem k dalším membránovým buněčným strukturám

Lyzozom (někdy též lysozom) je kulovitý membránový útvar u některých eukaryotických buněk, konkrétně u živočichů (Animalia) a prvoků (Protozoa), který slouží k hydrolytické degradaci látek pocházejících z buňky i z jejího okolí. V rostlinných buňkách a u hub se lyzozomy nevyskytují a jejich úlohu přejímají vakuoly.

## Funkce
Uvnitř lyzozomů se nachází vhodné prostředí k degradaci mnoha různých typů organických látek, jako jsou cukry, tuky, bílkoviny i nukleové kyseliny. Proto obsahují 50 různých druhů enzymů a navíc i výrazně kyselé prostředí (pH 5). Kyselé prostředí uvnitř lyzozomu vytváří protonová pumpa V-ATPáza.

## Vznik lyzozomů
Vznikají syntézou lyzozomálních enzymů v hrubém endoplazmatickém retikulu, následným transportem těchto enzymů v malých vezikulech do Golgiho komplexu a poté oddělením lyzozomů z Golgiho komplexu. V mrtvých nebo poškozených buňkách dochází k narušení lyzozomů a následnému natrávení struktur celé buňky, tzv. autolýza buňky.
- primární lyzozomy (předlyzozomy) jsou váčky obsahující hydrolázy, ale nikoliv materiál k trávení
- sekundární lyzozomy jsou podstatně větší a obsahují hydrolázy spolu s materiálem, který právě zpracovávají. Vznikají splynutím primárního lyzozomu s endozomem či fagozomem, tedy váčkem obsahujícím materiál určený k hydrolýze. Vzniklé jednoduché molekuly (např. monosacharidy) jsou transportovány z lumen lyzozomu do cytosolu.
- terciární lyzozomy (postlyzozomy, reziduální tělíska) obsahují zbytky materiálu, který již nelze rozložit. Jejich obsah může být pomocí exocytózy posléze vyloučen z buňky a terciární lyzozom tak zanikne. Nestrávený materiál se ale může hromadit v buňce a v mikroskopickém obrazu buňky je patrný jako hnědočerveně zbarvený pigment lipofuscin. Lipofuscin je typický pro dlouhožijící buňky, např. buňky srdečního svalu (kardiomyocyty) nebo neurony.

## Lyzozomální onemocnění
Nesprávná funkce lyzomomů může vést ke vzniku onemocnění.

### Získané lyzozomální poruchy
Obvykle jde o poruchu relativní, tedy o překročení schopnosti lyzozomů zvládat přívod látek určených k degradaci. Uvnitř lyzozómů se hromadí kapénky nedegradovaných tukových substancí. Obvykle jsou takto postiženy makrofágy (např. tzv. pěnité buňky v rozvíjejícím se ateromovém plátu při ateroskleróze). Mohou však být postiženy i jiné buňky schopné intenzivní fagocytózy, zejm. jaterní buňky (hepatocyty) nebo buňky proximálních kanálků ledvin.

### Vrozená lyzozomální onemocnění
Geneticky podmíněná lyzozomální onemocnění jsou poruchy lyzozomálních enzymů nebo proteinů regulujících funkci lyzozomálních enzymů se projevují obvykle jako postupné hromadění materiálu v lyzozomech, zejm. v buňkách CNS a v makrofázích. Hromadění materiálu je tak výrazné, že se projeví zvětšením postižených orgánú (zejména sleziny a jater). Pro hromadění materiálu v buňkách se někdy tyto choroby označují jako střádavá onemocnění, tesaurizmózy (od řeckého thesaurus = pokladnice, skladiště) nebo i anglickým ekvivalentem lysosomal storage disease. Jde o skupinu asi 40 chorob objevujících se s frekvencí asi 1 na 1000 porodů. Obvykle jde o choroby neléčitelné a smrtící, ale např. u Fabryho choroby se provádí podávání chybějícího enzymu, které umožňuje postiženým návrat do života. Kromě již zmíněné Fabryho choroby patří mezi tezaurizmózy patří např. Niemann-Pickovy choroba (typy A-C), Tay-Sachsova choroba, Gaucherova choroba nebo Krabbeho choroba.